# Савенака Равака
Савенака Равака (фідж. Savenaca Rawaca, нар. 20 серпня 1991) — фіджійський регбіст, олімпійський чемпіон 2016 року.

## Виступи на Олімпіадах
| Олімпіада           | Дисципліна | Місце |
| ------------------- | ---------- | ----- |
| Ріо-де-Жанейро 2016 | регбі-7    | 1     |

## Зовнішні посилання
- Савенака Равака — олімпійська статистика на сайті Sports-Reference.com (англ.) (архівна версія)